# .hk
A .hk Hongkong internetes legfelső szintű tartomány kódja. 1990-ben hozták létre.
2004-ig nagyon kevés második szintű domain volt, leggyakrabban a következő tartományokat használták:
- .com.hk: kereskedelmi cégek
- .edu.hk: oktatási intézmények
- .idv.hk: magánszemélyek
- .net.hk: internetszolgáltatók
- .org.hk: nem-kereskedelmi szervezetek

Történelmi okok miatt a következő intézmények használták a következő második szintű domain neveket:
- .ust.hk: Hongkongi Tudományos és Technológiai Egyetem
- .hku.hk: Hongkongi Tudományegyetem
- .cuhk.hk: Hongkongi Kínai Egyetem később megváltoztatta a címét cuhk.edu.hk címre.

2004 óta mindenkinek szabad másod szintű domain nevet is regisztrálnia.

## Külső lapok
- Hong Kong Domain Name Registration Company Limited
- .hk kikicsoda Archiválva 2005. december 30-i dátummal a Wayback Machine-ben